# القراءة في الصلاة
في الإسلام للصلاة أركان وواجبات لا تصح إلا بها، وجاء في السنة النبوية: مايلي

## تكبيرة الإحرام
وصيغتها الله أكبر. يقولها المصلي وهو متوجهاً للقبلة.
| لفظ       | المصادر |
| اللهُ أَكْبَرُ | [ابن ماجه/ 803، صحيح]، [ابن ماجه/ 862، صحيح]، [ابن حبان/ 1865، صحيح]، [ابن حبان/ 1867، صحيح]، [ابن حبان/ 1869، صحيح]، [ابن حبان/ 1870، صحيح]، [ابن حبان/ 1871، صحيح]، [ابن حبان/ 1876، صحيح]، [الترمذي/ 304، صحيح]، [ابن حبان/ 1866، إسناده حسن] |

## دعاء الاستفتاح
وهو دعاء مستحب يقوله المصلي عند بدء الصلاة بعد تكبيرة الإحرام.
| اللفظ | المصادر                                                           |
| اللهُ أَكْبَرُ كَبِيرًا، اللهُ أَكْبَرُ كَبِيرًا (3×) الْحَمْدُ لِلهِ كَثِيرًا، الْحَمْدُ لِلهِ كَثِيرًا (3×) سُبْحَانَ اللهِ بُكْرَةً وَأَصِيلاً (3×) اللَّهُمَّ إِنِّي أَعُوذُ بِكَ مِنَ الشَّيْطَانِ الرَّجِيمِ، مِنْ هَمْزِهِ وَنَفْخِهِ وَنَفْثِهِ | [ابن ماجه/ 807، صحيح]                                             |
| اللهُ أَكْبَرُ كَبِيرًا (3×) الْحَمْدُ لِلهِ كَثِيرًا (3×) سُبْحَانَ اللهِ بُكْرَةً وَأَصِيلاً (3×) اللَّهُمَّ إِنِّي أَعُوذُ بِكَ مِنَ الشَّيْطَانِ، مِنْ هَمْزِهِ وَنَفْثِهِ وَنَفْخِهِ | [ابن حبان/ 2601، صحيح]                                            |
| اللهُ أَكْبَرُ كَبِيرًا (3×) الْحَمْدُ لِلهِ كَثِيرًا (3×) سُبْحَانَ اللهِ بُكْرَةً وَأَصِيلاً (3×) اللَّهُمَّ إِنِّي أَعُوذُ بِكَ مِنَ الشَّيْطَانِ، مِنْ هَمْزِهِ وَنَفْثِهِ وَنَفْخِهِ | [ابن حبان/ 1780، حسن]                                             |
| اللَّهُمَّ إِنِّي أَعُوذُ بِكَ مِنَ الشَّيْطَانِ، مِنْ هَمْزِهِ وَنَفْخِهِ وَنَفْثِهِ | [ابن حبان/ 1779، حسن]                                             |
| اللَّهُمَّ بَاعِدْ بَيْنِي وَبَيْنَ خَطَايَايَ كَمَا بَاعَدْتَ بَيْنَ الْمَشْرِقِ وَالْمَغْرِبِ، اللَّهُمَّ نَقِّنِي مِنْ خَطَايَايَ كَمَا يُنَقَّى الثَّوْبُ الأَبْيَضُ مِنَ الدَّنَسِ، اللَّهُمَّ اغْسِلْنِي مِنْ خَطَايَايَ بِالثَّلْجِ وَالْمَاءِ وَالْبَرَدِ | [مسلم/ 598]، [النسائي/ 60، صحيح]                                  |
| اللَّهُمَّ بَاعِدْ بَيْنِي وَبَيْنَ خَطَايَايَ كَمَا بَاعَدْتَ بَيْنَ الْمَشْرِقِ وَالْمَغْرِبِ، اللَّهُمَّ نَقِّنِي مِنْ خَطَايَايَ كَمَا يُنَقَّى الثَّوْبُ الأَبْيَضُ مِنَ الدَّنَسِ، اللَّهُمَّ اغْسِلْنِي مِنْ خَطَايَايَ بِالْمَاءِ وَالثَّلْجِ وَالْبَرَدِ | [النسائي/ 895، صحيح]، [ابن حبان/ 1775، صحيح]                      |
| اللَّهُمَّ بَاعِدْ بَيْنِي وَبَيْنَ خَطَايَايَ كَمَا بَاعَدْتَ بَيْنَ الْمَشْرِقِ وَالْمَغْرِبِ، اللَّهُمَّ نَقِّنِي مِنْ خَطَايَايَ كَالثَّوْبِ الأَبْيَضِ مِنَ الدَّنَسِ، اللَّهُمَّ اغْسِلْنِي مِنْ خَطَايَايَ بِالْمَاءِ وَالثَّلْجِ وَالْبَرَدِ | [ابن ماجه/ 805، صحيح]                                             |
| اللَّهُمَّ بَاعِدْ بَيْنِي وَبَيْنَ خَطَايَايَ كَمَا بَاعَدْتَ بَيْنَ الْمَشْرِقِ وَالْمَغْرِبِ، اللَّهُمَّ نَقِّنِي مِنَ الْخَطَايَا كَمَا يُنَقَّى الثَّوْبُ الأَبْيَضُ مِنَ الدَّنَسِ، اللَّهُمَّ اغْسِلْنِي مِنْ خَطَايَايَ بِالثَّلْجِ وَالْمَاءِ وَالْبَرَدِ | [ابن حبان/ 1778، صحيح]                                            |
| اللَّهُمَّ بَاعِدْ بَيْنِي وَبَيْنَ خَطَايَايَ كَمَا بَاعَدْتَ بَيْنَ الْمَشْرِقِ وَالْمَغْرِبِ، اللَّهُمَّ نَقِّنِي مِنَ الْخَطَايَا كَمَا يُنَقَّى الثَّوْبُ الأَبْيَضُ مِنَ الدَّنَسِ، اللَّهُمَّ اغْسِلْنِي مِنْ خَطَايَايَ بِالْمَاءِ وَالثَّلْجِ وَالْبَرَدِ | [ابن حبان/ 1776، صحيح]                                            |
| اللَّهُمَّ اغْسِلْنِي مِنْ خَطَايَايَ بِالثَّلْجِ وَالْمَاءِ وَالْبَرَدِ | [النسائي/ 334، صحيح]                                              |
| اللَّهُمَّ اغْسِلْ خَطَايَايَ بِمَاءِ الثَّلْجِ وَالْبَرَدِ، وَنَقِّ قَلْبِي مِنَ الْخَطَايَا كَمَا نَقَّيْتَ الثَّوْبَ الأَبْيَضِ مِنَ الدَّنَسِ | [النسائي/ 61، صحيح]، [النسائي/ 333، صحيح]                         |
| اللَّهُمَّ طَهِّرْنِي مِنَ الذُّنُوبِ وَالْخَطَايَا، اللَّهُمَّ نَقِّنِي مِنْهَا كَمَا يُنَقَّى الثَّوْبُ الأَبْيَضُ مِنَ الدَّنَسِ، اللَّهُمَّ طَهِّرْنِي بِالثَّلْجِ وَالْبَرَدِ وَالْمَاءِ الْبَارِدِ | [النسائي/ 402، صحيح]                                              |
| اللَّهُمَّ طَهِّرْنِي بِالثَّلْجِ وَالْبَرَدِ وَالْمَاءِ الْبَارِدِ، اللَّهُمَّ طَهِّرْنِي مِنَ الذُّنُوبِ كَمَا يُطَهَّرُ الثَّوْبُ الأَبْيَضُ مِنَ الدَّنَسِ | [النسائي/ 403، صحيح]                                              |
| سُبْحَانَكَ اللَّهُمَّ وَبِحَمْدِكَ، تَبَارَكَ اسْمُكَ، وَتَعَالَى جَدُّكَ، وَلاَ إِلَهَ غَيْرُكَ | [النسائي/ 899، صحيح]، [ابن ماجه/ 805، صحيح]                       |
| سُبْحَانَكَ اللَّهُمَّ وَبِحَمْدِكَ، وَتَبَارَكَ اسْمُكَ، وَتَعَالَى جَدُّكَ، وَلاَ إِلَهَ غَيْرُكَ | [النسائي/ 900، صحيح]، [ابن ماجه/ 804، صحيح]، [الترمذي/ 243، صحيح] |
| سُبْحَانَكَ اللَّهُمَّ وَبِحَمْدِكَ، وَتَبَارَكَ اسْمُكَ، وَتَعَالَى جَدُّكَ، وَلاَ إِلَهَ غَيْرُكَ، اللهُ أَكْبَرُ كَبِيرًا، أَعُوذُ بِاللهِ السَّمِيعِ الْعَلِيمِ مِنَ الشَّيْطَانِ الرَّجِيمِ، مِنْ هَمْزِهِ وَنَفْخِهِ وَنَفْثِهِ | [الترمذي/ 242، صحيح]                                              |
| اللهُ أَكْبَرُ، ذَا الْجَبَرُوتِ وَالْمَلَكُوتِ وَالْكِبْرِيَاءِ وَالْعَظَمَةِ | [النسائي/ 1069، صحيح]                                             |
| اللهُ أَكْبَرُ، ذُو الْمَلَكُوتِ وَالْجَبَرُوتِ وَالْكِبْرِيَاءِ وَالْعَظَمَةِ | [النسائي/ 1145، صحيح]                                             |
| وَجَّهْتُ وَجْهِيَ لِلَّذِي فَطَرَ السَّمَأوَاتِ وَالأَرْضَ، حَنِيفًا وَمَا أَنَا مِنَ الْمُشْرِكِينَ، إِنَّ صَلاَتِي وَنُسُكِي وَمَحْيَايَ وَمَمَاتِي لِلهِ رَبِّ الْعَالَمِينَ، لاَ شَرِيكَ لَهُ وَبِذَلِكَ أُمِرْتُ وَأَنَا مِنَ الْمُسْلِمِينَ، اللَّهُمَّ أَنْتَ الْمَلِكُ، لاَ إِلَهَ إِلاَّ أَنْتَ، أَنْتَ رَبِّي وَأَنَا عَبْدُكَ، ظَلَمْتُ نَفْسِي، وَاعْتَرَفْتُ بِذَنْبِي، فَاغْفِرْ لِي ذُنُوبِي جَمِيعًا، إِنَّهُ لاَ يَغْفِرُ الذُّنُوبَ إِلاَّ أَنْتَ، وَاهْدِنِي لِأَحْسَنِ الأَخْلاَقِ، لاَ يَهْدِي لِأَحْسَنِهَا إِلاَّ أَنْتَ، وَاصْرِفْ عَنِّي سَيِّئَهَا، لاَ يَصْرِفُ عَنِّي سَيِّئَهَا إِلاَّ أَنْتَ، لَبَّيْكَ وَسَعْدَيْكَ، وَالْخَيْرُ كُلُّهُ فِي يَدَيْكَ، وَالشَّرُّ لَيْسَ إِلَيْكَ، أَنَا بِكَ وَإِلَيْكَ، تَبَارَكْتَ وَتَعَالَيْتَ، أَسْتَغْفِرُكَ وَأَتُوبُ إِلَيْكَ                     | [مسلم/ 771]                                                       |
| وَجَّهْتُ وَجْهِيَ لِلَّذِي فَطَرَ السَّمَأوَاتِ وَالأَرْضَ، حَنِيفًا وَمَا أَنَا مِنَ الْمُشْرِكِينَ، إِنَّ صَلاَتِي وَنُسُكِي وَمَحْيَايَ وَمَمَاتِي لِلهِ رَبِّ الْعَالَمِينَ، لاَ شَرِيكَ لَهُ وَبِذَلِكَ أُمِرْتُ وَأَنَا مِنَ الْمُسْلِمِينَ، اللَّهُمَّ أَنْتَ الْمَلِكُ، لاَ إِلَهَ إِلاَّ أَنْتَ، سُبْحَانَكَ وَبِحَمْدِكَ، أَنْتَ رَبِّي وَأَنَا عَبْدُكَ، ظَلَمْتُ نَفْسِي، وَاعْتَرَفْتُ بِذَنْبِي، فَاغْفِرْ لِي ذُنُوبِي جَمِيعًا، لاَ يَغْفِرُ الذُّنُوبَ إِلاَّ أَنْتَ، وَاهْدِنِي ِلأَحْسَنِ الأَخْلاَقِ، لاَ يَهْدِي ِلأَحْسَنِهَا إِلاَّ أَنْتَ، وَاصْرِفْ عَنِّي سَيِّئَهَا، لاَ يَصْرِفُ عَنِّي سَيِّئَهَا إِلاَّ أَنْتَ، لَبَّيْكَ وَسَعْدَيْكَ، وَالْخَيْرُ بِيَدَيْكَ، وَالْمَهْدِيُّ مَنْ هَدَيْتَ، أَنَا بِكَ وَإِلَيْكَ، تَبَارَكْتَ وَتَعَالَيْتَ، أَسْتَغْفِرُكَ وَأَتُوبُ إِلَيْكَ               | [ابن حبان/ 1772، صحيح]                                            |
| وَجَّهْتُ وَجْهِيَ لِلَّذِي فَطَرَ السَّمَوَاتِ وَالأَرْضَ، حَنِيفًا وَمَا أَنَا مِنَ الْمُشْرِكِينَ، إِنَّ صَلاَتِي وَنُسُكِي وَمَحْيَايَ وَمَمَاتِي لِلهِ رَبِّ الْعَالَمِينَ، لاَ شَرِيكَ لَهُ وَبِذَلِكَ أُمِرْتُ وَأَنَا مِنَ الْمُسْلِمِينَ، اللَّهُمَّ أَنْتَ الْمَلِكُ، لاَ إِلَهَ إِلاَّ أَنْتَ، أَنَا عَبْدُكَ، ظَلَمْتُ نَفْسِي، وَاعْتَرَفْتُ بِذَنْبِي، فَاغْفِرْ لِي ذُنُوبِي جَمِيعًا، لاَ يَغْفِرُ الذُّنُوبَ إِلاَّ أَنْتَ، وَاهْدِنِي لِأَحْسَنِ الأَخْلاَقِ، لاَ يَهْدِي لِأَحْسَنِهَا إِلاَّ أَنْتَ، وَاصْرِفْ عَنِّي سَيِّئَهَا، لاَ يَصْرِفُ عَنِّي سَيِّئَهَا إِلاَّ أَنْتَ، لَبَّيْكَ وَسَعْدَيْكَ، وَالْخَيْرُ كُلُّهُ فِي يَدَيْكَ، وَالشَّرُّ لَيْسَ إِلَيْكَ، أَنَا بِكَ وَإِلَيْكَ، تَبَارَكْتَ وَتَعَالَيْتَ، أَسْتَغْفِرُكَ وَأَتُوبُ إِلَيْكَ                                   | [النسائي/ 897، صحيح]                                              |
| وَجَّهْتُ وَجْهِيَ لِلَّذِي فَطَرَ السَّمَوَاتِ وَالأَرْضَ، حَنِيفًا وَمَا أَنَا مِنَ الْمُشْرِكِينَ، إِنَّ صَلاَتِي وَنُسُكِي وَمَحْيَايَ وَمَمَاتِي لِلهِ رَبِّ الْعَالَمِينَ، لاَ شَرِيكَ لَهُ وَبِذَلِكَ أُمِرْتُ وَأَنَا أَوَّلُ الْمُسْلِمِينَ، اللَّهُمَّ أَنْتَ الْمَلِكُ، لاَ إِلَهَ إِلاَّ أَنْتَ، أَنْتَ رَبِّي وَأَنَا عَبْدُكَ، ظَلَمْتُ نَفْسِي، وَاعْتَرَفْتُ بِذَنْبِي، فَاغْفِرْ لِي ذُنُوبِي جَمِيعًا، لاَ يَغْفِرُ الذُّنُوبَ إِلاَّ أَنْتَ، اللَّهُمَّ اهْدِنِي لِأَحْسَنِ الأَخْلاَقِ، لاَ يَهْدِي لِأَحْسَنِهَا إِلاَّ أَنْتَ، اصْرِفْ عَنِّي سَيِّئَهَا، لاَ يَصْرِفُ عَنِّي سَيِّئَهَا إِلاَّ أَنْتَ، لَبَّيْكَ وَسَعْدَيْكَ، وَالْخَيْرُ كُلُّهُ فِي يَدَيْكَ، وَالشَّرُّ لَيْسَ إِلَيْكَ، أَنَا بِكَ وَإِلَيْكَ، تَبَارَكْتَ وَتَعَالَيْتَ، أَسْتَغْفِرُكَ وَأَتُوبُ إِلَيْكَ.                    | [أحمد/ 803، صحيح]                                                 |
| وَجَّهْتُ وَجْهِيَ لِلَّذِي فَطَرَ السَّمَأوَاتِ وَالأَرْضَ، حَنِيفًا وَمَا أَنَا مِنَ الْمُشْرِكِينَ، إِنَّ صَلاَتِي وَنُسُكِي وَمَحْيَايَ وَمَمَاتِي لِلهِ رَبِّ الْعَالَمِينَ، لاَ شَرِيكَ لَهُ وَبِذَلِكَ أُمِرْتُ وَأَنَا مِنَ الْمُسْلِمِينَ، اللَّهُمَّ لَكَ الْحَمْدُ، لاَ إِلَهَ إِلاَّ أَنْتَ، سُبْحَانَكَ وَبِحَمْدِكَ، أَنْتَ رَبِّي وَأَنَا عَبْدُكَ، ظَلَمْتُ نَفْسِي، وَاعْتَرَفْتُ بِذَنْبِي، فَاغْفِرْ لِي ذُنُوبِي جَمِيعًا، لاَ يَغْفِرُ الذُّنُوبَ إِلاَّ أَنْتَ، وَاهْدِنِي ِلأَحْسَنِ الأَخْلاَقِ، لاَ يَهْدِي ِلأَحْسَنِهَا إِلاَّ أَنْتَ، وَاصْرِفْ عَنِّي سَيِّئَهَا، لاَ يَصْرِفُ عَنِّي سَيِّئَهَا إِلاَّ أَنْتَ، لَبَّيْكَ وَسَعْدَيْكَ، وَالْخَيْرُ بِيَدَيْكَ، وَالْمَهْدِيُّ مَنْ هَدَيْتَ، أَنَا بِكَ وَإِلَيْكَ، تَبَارَكْتَ وَتَعَالَيْتَ، أَسْتَغْفِرُكَ وَأَتُوبُ إِلَيْكَ                | [ابن حبان/ 1774، صحيح]                                            |
| وَجَّهْتُ وَجْهِيَ لِلَّذِي فَطَرَ السَّمَأوَاتِ وَالأَرْضَ، حَنِيفًا وَمَا أَنَا مِنَ الْمُشْرِكِينَ، إِنَّ صَلاَتِي وَنُسُكِي وَمَحْيَايَ وَمَمَاتِي لِلهِ رَبِّ الْعَالَمِينَ، لاَ شَرِيكَ لَهُ وَبِذَلِكَ أُمِرْتُ وَأَنَا أَوَّلُ الْمُسْلِمِينَ، اللَّهُمَّ أَنْتَ الْمَلِكُ، لاَ إِلَهَ إِلاَّ أَنْتَ، أَنْتَ رَبِّي وَأَنَا عَبْدُكَ، ظَلَمْتُ نَفْسِي، وَاعْتَرَفْتُ بِذَنْبِي، فَاغْفِرْ لِي ذُنُوبِي جَمِيعًا، لاَ يَغْفِرُ الذُّنُوبَ إِلاَّ أَنْتَ، لَبَّيْكَ وَسَعْدَيْكَ، وَالْخَيْرُ كُلُّهُ فِي يَدَيْكَ، وَالشَّرُّ لَيْسَ إِلَيْكَ، أَنَا بِكَ وَإِلَيْكَ، تَبَارَكْتَ وَتَعَالَيْتَ، أَسْتَغْفِرُكَ وَأَتُوبُ إِلَيْكَ | [ابن حبان/ 1773، صحيح]                                            |
| وَجَّهْتُ وَجْهِيَ لِلَّذِي فَطَرَ السَّمَأوَاتِ وَالأَرْضَ، حَنِيفًا مُسْلِمًا وَمَا أَنَا مِنَ الْمُشْرِكِينَ، إِنَّ صَلاَتِي وَنُسُكِي وَمَحْيَايَ وَمَمَاتِي لِلهِ رَبِّ الْعَالَمِينَ، لاَ شَرِيكَ لَهُ وَبِذَلِكَ أُمِرْتُ وَأَنَا مِنَ الْمُسْلِمِينَ، اللَّهُمَّ أَنْتَ الْمَلِكُ، لاَ إِلَهَ إِلاَّ أَنْتَ، سُبْحَانَكَ وَبِحَمْدِكَ، أَنْتَ رَبِّي وَأَنَا عَبْدُكَ، ظَلَمْتُ نَفْسِي، وَاعْتَرَفْتُ بِذَنْبِي، فَاغْفِرْ لِي ذُنُوبِي جَمِيعًا، إِنَّهُ لاَ يَغْفِرُ الذُّنُوبَ إِلاَّ أَنْتَ، وَاهْدِنِي ِلأَحْسَنِ الأَخْلاَقِ، لاَ يَهْدِينِي ِلأَحْسَنِهَا إِلاَّ أَنْتَ، وَاصْرِفْ عَنِّي سَيِّئَهَا، لاَ يَصْرِفُ عَنِّي سَيِّئَهَا إِلاَّ أَنْتَ، لَبَّيْكَ وَسَعْدَيْكَ، وَالْخَيْرُ فِي يَدَيْكَ، وَالْمَهْدِيُّ مَنْ هَدَيْتَ، أَنَا بِكَ وَإِلَيْكَ، تَبَارَكْتَ وَتَعَالَيْتَ، أَسْتَغْفِرُكَ وَأَتُوبُ إِلَيْكَ | [ابن حبان/ 1771، صحيح]                                            |
| وَجَّهْتُ وَجْهِيَ لِلَّذِي فَطَرَ السَّمَأوَاتِ وَالأَرْضَ، حَنِيفًا مُسْلِمًا وَمَا أَنَا مِنَ الْمُشْرِكِينَ، إِنَّ صَلاَتِي وَنُسُكِي وَمَحْيَايَ وَمَمَاتِي لِلهِ رَبِّ الْعَالَمِينَ، لاَ شَرِيكَ لَهُ وَبِذَلِكَ أُمِرْتُ وَأَنَا مِنَ الْمُسْلِمِينَ، اللَّهُمَّ لاَ إِلَهَ إِلاَّ أَنْتَ، أَنْتَ رَبِّي وَأَنَا عَبْدُكَ، ظَلَمْتُ نَفْسِي، وَاعْتَرَفْتُ بِذَنْبِي، فَاغْفِرْ لِي ذُنُوبِي جَمِيعًا، لاَ يَغْفِرُ الذُّنُوبَ إِلاَّ أَنْتَ، وَاهْدِنِي ِلأَحْسَنِ الأَخْلاَقِ، لاَ يَهْدِي ِلأَحْسَنِهَا إِلاَّ أَنْتَ، وَاصْرِفْ عَنِّي سَيِّئَهَا، لاَ يَصْرِفُ عَنِّي سَيِّئَهَا إِلاَّ أَنْتَ، تَبَارَكْتَ وَتَعَالَيْتَ، أَسْتَغْفِرُكَ وَأَتُوبُ إِلَيْكَ                                                                                             | [أحمد/ 729، صحيح]                                                 |
| وَجَّهْتُ وَجْهِيَ لِلَّذِي فَطَرَ السَّمَأوَاتِ وَالأَرْضَ، حَنِيفًا مُسْلِمًا وَمَا أَنَا مِنَ الْمُشْرِكِينَ، إِنَّ صَلاَتِي وَنُسُكِي وَمَحْيَايَ وَمَمَاتِي لِلهِ رَبِّ الْعَالَمِينَ، لاَ شَرِيكَ لَهُ وَبِذَلِكَ أُمِرْتُ وَأَنَا أَوَّلُ الْمُسْلِمِينَ، اللَّهُمَّ لاَ إِلَهَ إِلاَّ أَنْتَ، أَنْتَ رَبِّي وَأَنَا عَبْدُكَ، ظَلَمْتُ نَفْسِي، وَاعْتَرَفْتُ بِذَنْبِي، فَاغْفِرْ لِي ذُنُوبِي جَمِيعًا، لاَ يَغْفِرُ الذُّنُوبَ إِلاَّ أَنْتَ، وَاهْدِنِي ِلأَحْسَنِ الأَخْلاَقِ، لاَ يَهْدِي ِلأَحْسَنِهَا إِلاَّ أَنْتَ، وَاصْرِفْ عَنِّي سَيِّئَهَا، لاَ يَصْرِفُ عَنِّي سَيِّئَهَا إِلاَّ أَنْتَ، تَبَارَكْتَ وَتَعَالَيْتَ، أَسْتَغْفِرُكَ وَأَتُوبُ إِلَيْكَ                                                                                            | [أحمد/ 729، صحيح]                                                 |
| اللَّهُ أَكْبَرُ، وَجَّهْتُ وَجْهِيَ لِلَّذِي فَطَرَ السَّمَاوَاتِ وَالأَرْضِ، حَنِيفًا مُسْلِمًا وَمَا أَنَا مِنَ الْمُشْرِكِينَ، إِنَّ صَلاَتِي وَنُسُكِي وَمَحْيَايَ وَمَمَاتِي لِلهِ رَبِّ الْعَالَمِينَ، لاَ شَرِيكَ لَهُ وَبِذَلِكَ أُمِرْتُ وَأَنَا أَوَّلُ الْمُسْلِمِينَ، اللَّهُمَّ أَنْتَ الْمَلِكُ، لاَ إِلَهَ إِلاَّ أَنْتَ، سُبْحَانَكَ وَبِحَمْدِكَ | [النسائي/ 898، صحيح]                                              |
| إِنَّ صَلاَتِي وَنُسُكِي وَمَحْيَايَ وَمَمَاتِي لِلهِ رَبِّ الْعَالَمِينَ، لاَ شَرِيكَ لَهُ وَبِذَلِكَ أُمِرْتُ وَأَنَا مِنَ الْمُسْلِمِينَ، اللَّهُمَّ اهْدِنِي ِلأَحْسَنِ الأَعْمَالِ وَأَحْسَنِ الأَخْلاَقِ، لاَ يَهْدِي لِأَحْسَنِهَا إِلاَّ أَنْتَ، وَقِنِي سَيِّئَ الأَعْمَالِ وَسَيِّئَ الأَخْلاَقِ، لاَ يَقِي سَيِّئَهَا إِلاَّ أَنْتَ | [النسائي/ 896، صحيح]                                              |
| اللَّهُمَّ لَكَ الْحَمْدُ، أَنْتَ نُورُ السَّمَاوَاتِ وَالأَرْضِ وَمَنْ فِيهِنَّ، وَلَكَ الْحَمْدُ، أَنْتَ قَيِّمُ السَّمَأوَاتِ وَالأَرْضِ وَمَنْ فِيهِنَّ، وَلَكَ الْحَمْدُ، أَنْتَ الْحَقُّ، وَوَعْدُكَ حَقٌّ، وَقَوْلُكَ حَقٌّ، وَلِقَاؤُكَ حَقٌّ، وَالْجَنَّةُ حَقٌّ، وَالنَّارُ حَقٌّ، وَالسَّاعَةُ حَقٌّ، وَالنَّبِيُّونَ حَقٌّ، وَمُحَمَّدٌ حَقٌّ، اللَّهُمَّ لَكَ أَسْلَمْتُ، وَعَلَيْكَ تَوَكَّلْتُ، وَبِكَ آمَنْتُ، وَإِلَيْكَ أَنَبْتُ، وَبِكَ خَاصَمْتُ، وَإِلَيْكَ حَاكَمْتُ، فَاغْفِرْ لِي مَا قَدَّمْتُ وَمَا أَخَّرْتُ، وَمَا أَسْرَرْتُ وَمَا أَعْلَنْتُ، أَنْتَ الْمُقَدِّمُ وَأَنْتَ الْمُؤَخِّرُ، لاَ إِلَهَ إِلاَّ أَنْتَ | [البخاري/ 5958]                                                   |
| اللَّهُمَّ لَكَ الْحَمْدُ، أَنْتَ نُورُ السَّمَاوَاتِ وَالأَرْضِ وَمَنْ فِيهِنَّ، وَلَكَ الْحَمْدُ، أَنْتَ قَيِّمُ السَّمَأوَاتِ وَالأَرْضِ وَمَنْ فِيهِنَّ، وَلَكَ الْحَمْدُ، أَنْتَ الْحَقُّ، وَوَعْدُكَ حَقٌّ، وَقَوْلُكَ حَقٌّ، وَلِقَاؤُكَ حَقٌّ، وَالْجَنَّةُ حَقٌّ، وَالنَّارُ حَقٌّ، وَالسَّاعَةُ حَقٌّ، وَالنَّبِيُّونَ حَقٌّ، وَمُحَمَّدٌ حَقٌّ، اللَّهُمَّ لَكَ أَسْلَمْتُ، وَعَلَيْكَ تَوَكَّلْتُ، وَبِكَ آمَنْتُ، وَإِلَيْكَ أَنَبْتُ، وَبِكَ خَاصَمْتُ، وَإِلَيْكَ حَاكَمْتُ، فَاغْفِرْ لِي مَا قَدَّمْتُ وَمَا أَخَّرْتُ، وَمَا أَسْرَرْتُ وَمَا أَعْلَنْتُ، أَنْتَ الْمُقَدِّمُ وَأَنْتَ الْمُؤَخِّرُ، لاَ إِلَهَ غَيْرُكَ | [البخاري/ 5958]                                                   |
| اللَّهُمَّ لَكَ الْحَمْدُ، أَنْتَ نُورُ السَّمَأوَاتِ وَالأَرْضِ، وَلَكَ الْحَمْدُ، أَنْتَ قَيِّمُ السَّمَأوَاتِ وَالأَرْضِ، وَلَكَ الْحَمْدُ، أَنْتَ رَبُّ السَّمَأوَاتِ وَالأَرْضِ وَمَنْ فِيهِنَّ، أَنْتَ الْحَقُّ، وَوَعْدُكَ الْحَقُّ، وَقَوْلُكَ الْحَقُّ، وَلِقَاؤُكَ حَقٌّ، وَالْجَنَّةُ حَقٌّ، وَالنَّارُ حَقٌّ، وَالسَّاعَةُ حَقٌّ، اللَّهُمَّ لَكَ أَسْلَمْتُ، وَبِكَ آمَنْتُ، وَعَلَيْكَ تَوَكَّلْتُ، وَإِلَيْكَ أَنَبْتُ، وَبِكَ خَاصَمْتُ، وَإِلَيْكَ حَاكَمْتُ، فَاغْفِرْ لِي مَا قَدَّمْتُ وَأَخَّرْتُ، وَمَا أَسْرَرْتُ وَأَعْلَنْتُ، أَنْتَ إِلَهِي، لاَ إِلَهَ إِلاَّ أَنْتَ | [مسلم/ 769]                                                       |
| اللَّهُمَّ لَكَ الْحَمْدُ، أَنْتَ نُورُ السَّمَاوَاتِ وَالأَرْضِ، وَلَكَ الْحَمْدُ، أَنْتَ قَيَّامُ السَّمَأوَاتِ وَالأَرْضِ، وَلَكَ الْحَمْدُ، أَنْتَ رَبُّ السَّمَأوَاتِ وَالأَرْضِ وَمَنْ فِيهِنَّ، أَنْتَ الْحَقُّ، وَوَعْدُكَ الْحَقُّ، وَقَوْلُكَ الْحَقُّ، وَلِقَاؤُكَ حَقٌّ، وَالْجَنَّةُ حَقٌّ، وَالنَّارُ حَقٌّ، وَالسَّاعَةُ حَقٌّ، اللَّهُمَّ لَكَ أَسْلَمْتُ، وَبِكَ آمَنْتُ، وَعَلَيْكَ تَوَكَّلْتُ، وَإِلَيْكَ أَنَبْتُ، وَبِكَ خَاصَمْتُ، وَإِلَيْكَ حَاكَمْتُ، فَاغْفِرْ لِي مَا قَدَّمْتُ وَأَخَّرْتُ، وَأَسْرَرْتُ وَأَعْلَنْتُ، أَنْتَ إِلَهِي، لاَ إِلَهَ إِلاَّ أَنْتَ | [مسلم/ 769]                                                       |
| اللَّهُمَّ لَكَ الْحَمْدُ، أَنْتَ نُورُ السَّمَأوَاتِ وَالأَرْضِ، وَلَكَ الْحَمْدُ، أَنْتَ قَيَّامُ السَّمَأوَاتِ وَالأَرْضِ، وَلَكَ الْحَمْدُ، أَنْتَ رَبُّ السَّمَأوَاتِ وَالأَرْضِ وَمَنْ فِيهِنَّ، أَنْتَ الْحَقُّ، وَوَعْدُكَ الْحَقُّ، وَلِقَاؤُكَ حَقٌّ، وَالْجَنَّةُ حَقٌّ، وَالنَّارُ حَقٌّ، وَالسَّاعَةُ حَقٌّ، اللَّهُمَّ لَكَ أَسْلَمْتُ، وَبِكَ آمَنْتُ، وَعَلَيْكَ تَوَكَّلْتُ، وَإِلَيْكَ أَنَبْتُ، وَبِكَ خَاصَمْتُ، وَإِلَيْكَ حَاكَمْتُ، فَاغْفِرْ لِي مَا قَدَّمْتُ وَمَا أَخَّرْتُ، وَمَا أَسْرَرْتُ وَمَا أَعْلَنْتُ، أَنْتَ إلَهِي، لاَ إِلَهَ إِلاَّ أَنْتَ | [ابن حبان/ 2598، صحيح]                                            |
| اللَّهُمَّ لَكَ الْحَمْدُ، أَنْتَ قَيَّامُ السَّمَاوَاتِ وَالأَرْضِ، وَلَكَ الْحَمْدُ، أَنْتَ رَبُّ السَّمَأوَاتِ وَالأَرْضِ وَمَنْ فِيهِنَّ، أَنْتَ حَقٌّ، وَقَوْلُكَ حَقٌّ، وَوَعْدُكَ حَقٌّ، وَلِقَاؤُكَ حَقٌّ، وَالْجَنَّةُ حَقٌّ، وَالنَّارُ حَقٌّ، وَالسَّاعَةُ حَقٌّ، اللَّهُمَّ لَكَ أَسْلَمْتُ، وَبِكَ آمَنْتُ، وَعَلَيْكَ تَوَكَّلْتُ، وَإِلَيْكَ أَنَبْتُ، وَإِلَيْكَ حَاكَمْتُ، وَإِلَيْكَ الْمَصِيرُ، اللَّهُمَّ اغْفِرْ لِي مَا قَدَّمْتُ وَمَا أَخَّرْتُ، وَمَا أَسْرَرْتُ وَمَا أَعْلَنْتُ، أَنْتَ إلَهِي، لاَ إِلَهَ إِلاَّ أَنْتَ | [ابن حبان/ 2599، صحيح]                                            |
| اللَّهُمَّ لَكَ الْحَمْدُ، أَنْتَ نُورُ السَّمَأوَاتِ وَالأَرْضِ وَمَنْ فِيهِنَّ، وَلَكَ الْحَمْدُ، أَنْتَ قَيَّامُ السَّمَأوَاتِ وَالأَرْضِ وَمَنْ فِيهِنَّ، وَلَكَ الْحَمْدُ، أَنْتَ مَلِكُ السَّمَاوَاتِ وَالأَرْضِ وَمَنْ فِيهِنَّ، وَلَكَ الْحَمْدُ، أَنْتَ الْحَقُّ، وَلِقَاؤُكَ حَقٌّ، وَوَعْدُكَ حَقٌّ، وَالْجَنَّةُ حَقٌّ، وَالنَّارُ حَقٌّ، وَالسَّاعَةُ حَقٌّ، وَالنَّبِيُّونَ حَقٌّ، وَمُحَمَّدٌ r حَقٌّ، اللَّهُمَّ بِكَ آمَنْتُ، وَلَكَ أَسْلَمْتُ، وَعَلَيْكَ تَوَكَّلْتُ، وَإِلَيْكَ أَنَبْتُ، وَبِكَ خَاصَمْتُ، وَإِلَيْكَ حَاكَمْتُ، فَاغْفِرْ لِي مَا قَدَّمْتُ وَمَا أَخَّرْتُ، وَمَا أَسْرَرْتُ وَمَا أَعْلَنْتُ، أَنْتَ الْمُقَدِّمُ وَأَنْتَ الْمُؤَخِّرُ، لاَ إِلَهَ إِلاَّ أَنْتَ، وَلاَ إِلَهَ غَيْرُكَ                                                                     | [ابن حبان/ 2597، صحيح]                                            |
| اللَّهُمَّ رَبَّ جِبْرَائِيلَ وَمِيكَائِيلَ وَإِسْرَافِيلَ، فَاطِرَ السَّمَأوَاتِ وَالأَرْضِ، عَالِمَ الْغَيْبِ وَالشَّهَادَةِ، أَنْتَ تَحْكُمُ بَيْنَ عِبَادِكَ فِيمَا كَانُوا فِيهِ يَخْتَلِفُونَ، اهْدِنِي لِمَا اخْتُلِفَ فِيهِ مِنَ الْحَقِّ بِإِذْنِكَ، إِنَّكَ تَهْدِي مَنْ تَشَاءُ إِلَى صِرَاطٍ مُسْتَقِيمٍ | [مسلم/ 770]                                                       |
| اللَّهُمَّ رَبَّ جِبْرِيلَ وَمِيكَائِيلَ وَإِسْرَافِيلَ، فَاطِرَ السَّمَاوَاتِ وَالأَرْضِ، عَالِمَ الْغَيْبِ وَالشَّهَادَةِ، أَنْتَ تَحْكُمُ بَيْنَ عِبَادِكَ فِيمَا كَانُوا فِيهِ يَخْتَلِفُونَ، اهْدِنِي لِمَا اخْتُلِفَ فِيهِ مِنَ الْحَقِّ، فَإِنَّكَ تَهْدِي مَنْ تَشَاءُ إِلَى صِرَاطٍ مُسْتَقِيمٍ | [ابن حبان/ 2600، إسناده حسن]                                      |
| اللَّهُ أَكْبَرُ، الْحَمْدُ لِلهِ حَمْدًا كَثِيرًا طَيِّبًا مُبَارَكًا فِيهِ | [النسائي/ 901، صحيح]                                              |
| الْحَمْدُ لِلهِ حَمْدًا كَثِيرًا طَيِّبًا مُبَارَكًا فِيهِ | [مسلم/ 600]، [النسائي/ 932، 2صحيح]، [ابن حبان/ 1761، صحيح]        |
| الْحَمْدُ لِلهِ حَمْدًا كَثِيرًا طَيِّبًا مُبَارَكًا فِيهِ، مُبَارَكًا عَلَيْهِ كَمَا يُحِبُّ رَبُّنَا وَيَرْضَى | [النسائي/ 931، حسن]                                               |
| اللهُ أَكْبَرُ كَبِيرًا، وَالْحَمْدُ لِلهِ كَثِيرًا، وَسُبْحَانَ اللهِ بُكْرَةً وَأَصِيلاً | [مسلم/ 601]، [النسائي/ 885، صحيح]، [النسائي/ 886، صحيح]           |

## الركوع
ويقول فيه المصلي سبحان ربي العظيم
ومما يُسن قوله أيضاً :
| لفظ | المصادر |
| سُبُّوحٌ قُدُّوسٌ رَبُّ الْمَلاَئِكَةِ وَالرُّوحِ                                                                                     | [مسلم/ 487]، [النسائي/ 1048، صحيح]، [النسائي/ 1134، صحيح]، [ابن حبان/ 1899، صحيح] |
| سُبْحَانَكَ اللَّهُمَّ رَبَّنَا وَبِحَمْدِكَ، اللَّهُمَّ اغْفِرْ لِي (يكثر من قولها)                                                          | [مسلم/ 483]، [البخاري/ 761]، [البخاري/ 784]، [النسائي/ 1122، صحيح]، [ابن حبان/ 1929، صحيح] |
| سُبْحَانَكَ اللَّهُمَّ وَبِحَمْدِكَ، اللَّهُمَّ اغْفِرْ لِي (يكثر من قولها)                                                               | [ابن ماجه/ 889، صحيح] |
| سُبْحَانَكَ رَبَّنَا وَبِحَمْدِكَ، اللَّهُمَّ اغْفِرْ لِي (يكثر من قولها)                                                                | [النسائي/ 1047، صحيح]، [ابن حبان/ 1930، صحيح] |
| سُبْحَانَكَ رَبِّي وَبِحَمْدِكَ، اللَّهُمَّ اغْفِرْ لِي                                                                                 | [مسلم/ 484] |
| سُبْحَانَكَ اللَّهمَّ وَبِحَمْدِكَ، أَسْتَغْفِرُكَ وَأَتُوبُ إِلَيْكِ (يكثر من قولها)                                                          | [مسلم/ 484] |
| سُبْحَانَ اللهِ وَبِحَمْدِهِ، أَسْتَغْفِرُ اللهَ وَأَتُوبُ إِلَيْهِ (يكثر من قولها)                                                        | [مسلم/ 484] |
| سُبْحَانَكَ اللَّهُمَّ وَبِحَمْدِكَ، لاَ إِلَهَ إِلاَّ أَنْتَ                                                                              | [مسلم/ 485] |
| اللَّهُمَّ لَكَ رَكَعْتُ، وَبِكَ آمَنْتُ، وَلَكَ أَسْلَمْتُ، خَشَعَ لَكَ سَمْعِي وَبَصَرِي وَمُخِّي وَعِظَامِي وَعَصَبِي                                          | [مسلم/ 771] [أحمد/ 729، صحيح]، [أحمد/ 803، صحيح]، [ابن حبان/ 1903، صحيح] |
| اللَّهُمَّ لَكَ رَكَعْتُ، وَلَكَ أَسْلَمْتُ، وَبِكَ آمَنْتُ، خَشَعَ لَكَ سَمْعِي وَبَصَرِي وَعِظَامِي وَمُخِّي وَعَصَبِي                                          | [النسائي/ 1050، صحيح] |
| اللَّهُمَّ لَكَ رَكَعْتُ، وَبِكَ آمَنْتُ، وَلَكَ أَسْلَمْتُ، وَعَلَيْكَ تَوَكَّلْتُ، أَنْتَ رَبِّي، خَشَعَ سَمْعِي وَبَصَرِي وَدَمِي وَلَحْمِي وَعَظْمِي وَعَصَبِي لِلهِ رَبِّ الْعَالَمِينَ  | [النسائي/ 1051، صحيح] |
| اللَّهُمَّ لَكَ رَكَعْتُ، وَبِكَ آمَنْتُ، وَلَكَ أَسْلَمْتُ، وَعَلَيْكَ تَوَكَّلْتُ، أَنْتَ رَبِّي، خَشَعَ سَمْعِي وَبَصَرِي وَلَحْمِي وَدَمِي وَمُخِّي وَعَصَبِي لِلهِ رَبِّ الْعَالَمِينَ   | النسائي/ 1052، صحيح |
| اللَّهُمَّ لَكَ رَكَعْتُ، وَبِكَ آمَنْتُ، وَلَكَ أَسْلَمْتُ، أَنْتَ رَبِّي، خَشَعَ سَمْعِي وَبَصَرِي وَمُخِّي وَعَظْمِي وَعَصَبِي، وَمَا اسْتَقَلَّتْ بِهِ قَدَمِي لِلهِ رَبِّ الْعَالَمِينَ | ابن حبان/ 1901، صحيح |
| سُبْحَانَ رَبِّيَ الْعَظِيمِ                                                                                                 | [النسائي/ 1008، صحيح]، [النسائي/ 1046، صحيح]، [النسائي/ 1069، صحيح]، [النسائي/ 1133، صحيح]، [النسائي/ 1145، صحيح]، [ابن حبان/ 1896، صحيح]، [ابن حبان/ 1900، صحيح]، [ابن حبان/ 2609، صحيح]، [الترمذي/ 262، صحيح] |
| سُبْحَانَ رَبِّيَ الْعَظِيمِ (3 مرات)                                                                                        | [ابن ماجه/ 888، صحيح] |
| سُبْحَانَ ذِي الْجَبَرُوتِ وَالْمَلَكُوتِ وَالْكِبْرِيَاءِ وَالْعَظَمَةِ                                                                      | [النسائي/ 1008، صحيح]، [النسائي/ 1132، صحيح] |

## اقرأ أيضًا
- الفاتحة
- التشهد
- الصلاة الإبراهيمية
- أركان الصلاة
- واجبات الصلاة